# Kaari Utrio
Kaari Marjatta Utrio, cognome-ufficiale Utrio-Linnilä, in precedenza Virkajärvi (Helsinki, 28 luglio 1942), è una scrittrice e storica finlandese che ha scritto più di 35 libri storici e 13 libri di saggistica su argomenti storici.

## Biografia
Kaari Utrio è nata a Helsinki da una famiglia della classe media. Suo padre era Untamo Utrio, che dopo la Guerra d'Inverno lavorò come amministratore delegato di Tammi, una casa editrice finlandese. Sua madre, Meri Marjatta Utrio (nata Vitikainen), ha lavorato come redattrice, giornalista e traduttrice di opere in finlandese. C'erano oltre quattromila libri (100 metri) nella casa d'infanzia di Utrio a Tapiola, Espoo, e la letteratura era molto apprezzata nella sua famiglia.
Utrio ha conosciuto la letteratura in giovane età, quando sua madre le leggeva i classici della letteratura mondiale, come Kipling e Shakespeare come favole della buonanotte. A sette anni ha letto da sola il primo libro, un grosso volume di Jokamiehen maailmanhistoria ("Storia del mondo per l'uomo comune").  A scuola Utrio andava bene, anche nella composizione; all'epoca non aveva intenzione di diventare una scrittrice, voleva invece essere  una ricercatrice di storia. Kansojen historia ("Storia dei popoli") di Carl Grimberg offriva alla giovane Utrio una vivace descrizione della storia.
Utrio si è iscritta nel 1962 all'Helsingin tyttölukio, un college per sole ragazze. Successivamente, ha studiato storia all'Università di Helsinki e si è laureata nel 1967 in "Storia della Finlandia e della Scandinavia" come materia principale e "Storia generale" come secondaria. Utrio si era concentrata sulla storia medievale e aveva intenzione di contribuire alla ricerca del Medioevo finlandese. L'anno successivo, Utrio ha pubblicato il suo primo romanzo Kartanonherra ja kaunis Kirstin ("Il signore del maniero e la bella Kirstin"), pubblicato da Tammi. Il titolo è stato dato dall'editore, e a Utrio non era comunque piaciuto. Ad ogni modo il libro è stato l'inizio per i numerosi altri romanzi storici di Utrio, pubblicati a ritmo sostenuto, di solito uno all'anno. Ha anche scritto libri di saggistica sulla storia.
Utrio ha tre figli, tutti maschi: Karri Virkajärvi (nato nel 1969), Antti Virkajärvi (nato nel 1971) e Lauri "Lasse" Linnilä (nato nel 1976). Nel 1974 Utrio si è sposata con Kai Linnilä. L'anno successivo si sono trasferiti a Somerniemi nel Somero. All'inizio, la coppia si è cimentata in un'agricoltura autosufficiente, ma vi ha rinunciato dopo un paio d'anni. Invece, nel 1982, Utrio e Linnilä hanno fondato una casa editrice chiamata Oy Amanita Ltd. Amanita divenne un'azienda di famiglia, perché vi lavorava Meri Utrio, e successivamente si unirono allo staff anche Lasse Lauri Linnilä e sua moglie (Sari).
Utrio è stata attiva in diverse organizzazioni. È presidente della Minna Canth Society dal 1999, membro di Amnesty International e fa parte del consiglio dell'Associazione finlandese degli scrittori.  È stata anche attiva nella politica municipale come membro non impegnato del gruppo socialdemocratico del governo municipale di Somero dal 1980 al 1988 e presidente del comitato municipale per la biblioteca e la cultura. I suoi sforzi per garantire l'elezione di una presidente donna per la Repubblica di Finlandia sono stati notevoli: dopo aver fatto volontariato nella campagna del 1994 per Elisabeth Rehn (che perso con un piccolo margine), nel 1999 si è unita alla campagna per Tarja Halonen, impegnandosi nel 1999-2000 e nuovamente nel 2005-2006 come presidente della cittadinanza nel partito Delegazione (PAC) per il successo di Tarja Halonen (Halonen è stata eletta nel 2000 e di nuovo nel 2006). Utrio ha anche tenuto molte conferenze in molti eventi in tutta la Finlandia.
Utrio è stata nominata professoressa artistica per gli anni dal 1995 al 2000, un riconoscimento per il suo lavoro. Accademica presso la Väinö Tanner Foundation dal 2000, nel 2002 le è stato conferito il Premio per la pubblicazione statale finlandese  per il lavoro della sua vita e la medaglia Pro Finlandia nel 1993.

## Opere
La maggior parte dei romanzi di Utrio sono storici, ambientati in una vasta gamma di periodi dall'antichità all'inizio del XIX secolo; tuttavia, la sua specialità è sempre stata il periodo medievale ed è per i suoi romanzi medievali che è maggiormente conosciuta. Il personaggio principale è tipicamente una donna, spesso in qualche modo collegata alla Finlandia o alla storia finlandese, anche se nel romanzo Vaskilintu ("The Brass Bird") l'altro personaggio principale è un uomo, Eirik Väkevä. L'ambientazione è solitamente la Finlandia medievale o i paesi vicini, ma sono presenti anche luoghi lontani come Costantinopoli e la Calabria.
I personaggi dei suoi libri sono per lo più di fantasia, ma Utrio usa anche personaggi storici reali come personaggi di sfondo. Utilizza la sua conoscenza storica in modo molto dettagliato per rappresentare le vite delle persone medievali. La storia privata della vita quotidiana è un elemento importante nei suoi libri, le vite della gente comune hanno la precedenza sugli eventi politici. La vita quotidiana è descritta dal punto di vista di una donna, riflettendo anche la posizione inferiore delle donne in tempi storici. Utrio scrive eroine forti e capaci che sono in grado di raggiungere posizioni relativamente buone nella vita grazie alla loro forza e al loro amore.
Utrio può essere vista come una continuatrice della tradizione del romanzo storico finlandese, inclusi autori come Zachcomris Topelius, Santeri Ivalo, Mika Waltari e Ursula Pohjolan-Pirhonen. Tuttavia, ha anche rinnovato il romanzo storico finlandese come genere portando alla ribalta i personaggi femminili ed esplorando il ruolo che le donne hanno sempre avuto nella sfera privata, mantenendo non solo la casa ma la coesione sociale. Tutti i suoi libri trattano temi di progresso: le cose vengono migliorate da persone che cercano attivamente nuove soluzioni. È considerata una delle fondatrici dell'intrattenimento storico nella letteratura finlandese, insieme a Pohjolan-Pirhonen.  Utrio inoltre non usa quasi mai il tempo presente nelle sue narrazioni.
Le opere di saggistica di Utrio si concentrano sulla storia di donne e bambini, le cui vite altrimenti rimangono spesso nascoste a causa della mancanza di fonti storiche, e di solito non sono discusse nelle narrazioni storiche. Eevan tyttäret ("Le figlie di Eva") è uno dei libri di saggistica più importanti di Utrio. Vi descrive la storia delle donne dall'antico Medio Oriente e dall'antica Grecia fino ai tempi moderni. Il libro ha ottenuto notorietà internazionale ed è stato tradotto in sette lingue.
La sua carriera di autrice ampiamente pubblicata è durata circa cinquant'anni. Ha iniziato nel 1967 a lavorare al suo primo romanzo (uscito nel 1968). Utrio si sforzava di pubblicare un nuovo romanzo ogni anno. Nel 2019 Utrio ha annunciato che i suoi giorni lavorativi erano finiti. Il suo libro del 2017 rimane la sua ultima pubblicazione. Fin dal suo primo romanzo uscito del 1968, è stata una delle autrici finlandesi più lette ed è stata sostenuta sul sito web di Kirjasampo (il rappresentante delle biblioteche pubbliche in Finlandia), per essere stata l'autrice più influente ad aver plasmato il pensiero delle donne finlandesi. Le sue idee principali: il bisogno di uguaglianza tra i sessi, l'esistenza della forza femminile, i valori pratici della famiglia e la non religiosità, la comprensione basata su circostanze, mentalità e condizioni della vita umana in una selezione di secoli passati, di solito nell'economia agraria.